# Маршалок земський
Маршалок земський (також повітовий, сеймиковий; пол. Marszałek ziemski, лат. mareschalus, comitiorum director) — уряд земський Речі Посполитої у Великому князівстві Литовському.

## Історія
Уряд маршалка перейшов з Королівства Польського до Литви. Вперше він згадується 1409 року при дворі Вітовта. Велике князівство Литовське поділялось на «землі», які передавались під управління маршалків земельних або земських. За впливом останнього можна прирівняти до герцога, з тією різницею, що європейські герцогства, зазвичай, мали меншу площу. Маршалки замінили удільних князів, вони призначались Великим князем Литовським.
Маршалок земельний головував на засіданнях аристократичної ради при великому князеві (пани-рада), з XVI століття — на соймі (сеймі).
Своїх маршалків мали й українські землі. Вже за Свидригайла 1438 року згадується маршалок землі Луцької, якого пізніше стали називати маршалком волинським. Зазвичай, він обіймав посаду старости луцького та володимирського.
З часом виокремилися три уряди маршалків: маршалок великий литовський, маршалок надвірний литовський і маршалок господарський (дворський, дворний). Останній був спочатку заступником маршалка великого, проте з плином часу його роль обмежилася функціями церемоніальними.
У процесі переймання ВКЛ польських традицій, маршалок господарський отримав деякі повноваження намісника воєводи або каштеляна у регіонах, де їх не було. Однак тільки уряд волинського маршалка з часом став досить впливовим.
Під час адміністративно-територіальної реформи 1555—1556 років знову з'явилася посада маршалка земського або повітового шляхом зміни обов'язків і повноважень маршалка господарського.

## Обов'язки
Компетенція маршалка повітового була визначена сеймовою конституцією 1631 року. Основним його обов'язком було скликання та головування на зібраннях шляхти повіту — сеймиках. Цей уряд був одним із найвищих у ієрархії литовських урядів земських. У головному повіті кожного воєводства ці функції виконував каштелян, тому в цих повітах окремої посади маршалка повітового не було. У повітах, у яких не було тивуна, маршалок був першим урядником, як підкоморій у землях польських, а де був тивун, маршалок за значенням йшов за ним.
Маршалок повітовий був також урядником судовим і засідав у земських судах. Також під час війни він скликав шляхту на посполите рушення в повіті, керував ним з такими ж повноваженнями, як каштелян у Короні.
Призначався маршалок земський (повітовий) Великим князем Литовським пожиттєво з-поміж чотирьох кандидатів, відібраних шляхтою з поміж себе на сеймику.

## Деякі відомі маршалки земські (повітові)

### Маршалки гродненські
- Анджей Масальський (з 1618 р.)

### Маршалки оршанські
- Михайло Друцький-Соколинський (1591—1605)
- Семен Самійло Санґушко (з 1620 р.)

### Маршалки пінські
- Ян Кароль Дольський (1666—1676)